# Мичуринск
Мичуринск (рус. Мичуринск) град је у Русији у Тамбовској области. Налази се на око 400 km од Москве. Према попису становништва из 2010. у граду је живело 98.758 становника.
Град је железничко чвориште и налази се у плодној долини Оке и Дона.
Основан је 1636. године као утврда звана Козлов. Градска праваје стекао 1779.
Данашње име је добио по руском ботаничару Ивану Владимировичу Мичурину.
Економскии су битни железница и земља црница на којој цело то подручје лежи. Поред тамошње фабрике локомотива је и погон за прераду хране.

## Географија
Површина града износи 78 km².

## Становништво
Према прелиминарним подацима са пописа, у граду је 2010. живело 98.758 становника, 2.665 (2,77%) више него 2002.
| 1939.  | 1959.  | 1970.  | 1979.   | 1989.   | 2002.  | 2010.  |
| ------ | ------ | ------ | ------- | ------- | ------ | ------ |
| 71.515 | 80.653 | 93.623 | 101.239 | 109.081 | 96.093 | 98.758 |

## Партнерски градови
- Минстер